# Henry Grey, 3. Baron Grey of Codnor
Henry Grey, 3. Baron Grey of Codnor (nach anderer Zählung auch 6. Baron Grey of Codnor) (* um 1404; † 14. Juli 1444) war ein englischer Adliger.
Henry Grey war ein jüngerer Sohn von Richard Grey, 1. Baron Grey of Codnor und von dessen Frau Elizabeth Basset. Nach dem kinderlosen Tod seines älteren Bruders John erbte er 1430 die Besitzungen der Familie, wozu Codnor Castle in Derbyshire sowie weitere verstreute Besitzungen in England gehörten. In Derbyshire wurde Grey in zahlreiche Fehden verwickelt, vor allem mit Richard Vernon. Vernon war ein Vasall von Grey, doch bei der Aufstellung der Kandidaten für die Parlamentswahl 1433 kam es zwischen den beiden zum heftigen Streit. Bei der Aufstellungsversammlung erschien Grey am 24. Juni mit 200 Anhängern in Derby, doch am folgenden Tag erschien Vernon mit dem mit ihm verbündeten Sir John Cockayne und einer noch größeren Anzahl von Gefolgsleuten. Mit deren Unterstützung wurden sie beide gegen den ausdrücklichen Wunsch von Grey als Knight of the Shire gewählt. Dieser Streit wurde weiter verschärft durch den offenen Konflikt zwischen Sir Henry Pierrepont und Thomas Foljambes, wobei Grey ein Unterstützer von Pierrepont war, während Vernon die Familie Foljambes unterstützte. Das Gerichtsverfahren, das aufgrund der Fehde angestrengt wurde, endete ohne Urteil, worauf Grey, Vernon und Cocykanye um 1437 einen Ausgleich suchten. Diese und andere Fehden führten jedoch dazu, dass Grey sich 1440 in den Tower of London begeben sollte. Er übergab daraufhin sein Vieh und seine beweglichen Güter an John Holland, Earl of Huntingdon und an andere Adlige. 1441 verpachtete er für fünf Jahre den Großteil seiner Güter an den Duke of Gloucester. Er musste 1000 Mark als Sicherheit hinterlegen, dass er künftig den Frieden wahren würde, und wurde 1441 und erneut 1442 begnadigt. Mindestens einen Teil seiner Güter konnte er dann wieder in seinen Besitz bringen. 1442 leitete er einen Ausschuss, um in Nottinghamshire Gelder für den König zu sammeln.

## Familie und Nachkommen
Grey hatte vor dem 5. Mai 1434 Margaret Percy, die zweite Tochter von Sir Henry Percy of Atholl und Elizabeth Bardolf geheiratet. Mit ihr hatte er einen Sohn:
- Henry de Grey, 4. Baron Grey of Codnor (um 1435–1496)

Zehn Tage vor seinem Tod übergab er Ralph Basset sein Gut Radcliffe, offensichtlich in dem Versuch zu verhindern, dass der König die Vormundschaft für seinen minderjährigen Sohn übernahm. Seine Witwe heiratete nach seinem Tod Sir Richard Vere, einen jüngeren Sohn von John de Vere, 12. Earl of Oxford. Verschiedentlich gilt Grey auch als Vater von William Grey, den späteren Bischof von Ely. Dieser war jedoch ein Sohn von Thomas Grey aus Heaton.